# Горелое (озеро, Казахстан)
Горелое — озеро в Узункольском районе Костанайской области Казахстана. Находится в 5 км к юго-западу от села Евгеньевка и 7 км севернее Бауманское.
По данным топографической съёмки 1944 года, площадь поверхности озера составляет 1,72 км². Наибольшая длина озера — 1,9 км, наибольшая ширина — 1,4 км. Длина береговой линии составляет 5,2 км, развитие береговой линии — 1,11. Озеро расположено на высоте 163 м над уровнем моря.